# Thomas Lang-von Wins
Thomas Lang-von Wins (zuvor: Thomas Lang, * 19. Juni 1963 in München; † 3. September 2012) war ein deutscher Psychologe und Inhaber des Lehrstuhls für Arbeits- und Organisationspsychologie an der Fakultät für Sozialwissenschaften der Universität der Bundeswehr München.

## Werdegang
Nach dem Studium der Psychologie an den Universitäten Regensburg und München arbeitete Lang ab 1992 im Bereich Organisations- und Wirtschaftspsychologie am Lehrstuhl von Lutz von Rosenstiel in München. Lang-von Wins promovierte 1996 bei von Rosenstiel mit der Arbeit „Arbeitnehmer, Unternehmer oder arbeitslos?“. Seine Habilitationsschrift von 2002, ebenfalls an der Ludwig-Maximilians-Universität München eingereicht, hatte die Psychologie des Unternehmertums zum Thema.
Im Jahr 2006 übernahm Lang-von Wins den Lehrstuhl für Arbeits- und Organisationspsychologie an der Universität der Bundeswehr München. Von 2007 bis 2009 leitete er das dortige Zentralinstitut studium plus.
Thomas Lang-von Wins verstarb im September 2012 nach längerer Krankheit.

## Arbeitsgebiete
Lang-von Wins’ Interessen lagen im Bereich der Kompetenzforschung, der Kompetenzmessung und -entwicklung und der personalen Potenzialanalyse mit Schwerpunkt auf dem Unternehmertum, aber auch im Hinblick auf Arbeitnehmer, ob in Stellung oder arbeitslos. Besonderen Wert legte er dabei auf schnellstmögliche Anwendbarkeit der Ergebnisse in Methoden des Coachings der Laufbahnberatung und der Organisationsentwicklung sowie für praktisch verwendbare diagnostische Methoden. Zusammen mit Claas Triebel entwickelte er die Kompetenzenbilanz, ein beratendes Kompetenzfeststellungsverfahren.
Lang-von Wins verfasste mehrere Bücher und zahlreiche Aufsätze in Zeitschriften und Büchern.